# Luftangriffe auf Ingolstadt
Die Luftangriffe auf Ingolstadt während des Zweiten Weltkriegs fanden vom Januar bis April 1945 ihren Höhepunkt.
Ab 1943/44 waren auch bayerische Großstädte zunehmend durch Luftangriffe der Royal Air Force und der United States Army Air Forces bedroht. Kleinere Städte wie Ingolstadt blieben zunächst verschont. Erst zu Beginn des Jahres 1945 traf das Luftkriegsgeschehen auch diese Stadt an der Donau und veränderte ihr Stadtbild. Die Bombenangriffe auf Ingolstadt forderten rund 650 Tote. Mindestens zwölf alliierte Flieger kamen ums Leben, einer davon wurde von einem NS-Funktionär ermordet.

## Vorgeschichte
Nach den Landungen in der Normandie im Juni 1944 und der Operation Dragoon in Südfrankreich im August 1944 drangen die Armeen der Alliierten innerhalb von wenigen Wochen quer durch Frankreich bis in die Nähe der deutschen Reichsgrenzen vor. Die Sommeroffensive der Roten Armee drängte die deutschen Truppen bis ins Weichselgebiet und an die Grenze Ostpreußens zurück. Der Luftraum über dem gesamten Reichsgebiet wurde zu Beginn des Jahres 1945 nahezu uneingeschränkt von den Alliierten kontrolliert. Wegen der immer schwächeren deutschen Abwehr konnten sie von den weniger präzisen Nachtangriffen zunehmend auf die zuvor gefährlicheren Tagesangriffe übergehen.
Am 10. September 1944 wurde der USAAF-Jagdflieger Major John R. Reynolds über Ingolstadt abgeschossen. Zur Vermeidung ziviler Opfer zog er mit seiner abstürzenden P-51 „Mustang“ noch über ein Wohnhaus weg und stieg erst in 50 Meter Höhe mit dem Fallschirm aus. Bei der Landung verletzte er sich leicht und wurde von Polizei gefangen genommen. Unter einem Vorwand ließ sich der Ingolstädter NSDAP-Kreisleiter Georg Sponsel, ein fanatischer Nazi, den Kriegsgefangenen übergeben und erschoss ihn. Der Fliegermord führte nach Kriegsende zur Verurteilung und Hinrichtung Sponsels.
Bis Anfang Januar 1945 war der Raum Ingolstadt von Kampfhandlungen noch verschont geblieben, doch der „Krieg an der Heimatfront“ begann nun auch dramatische Formen anzunehmen.

## 15. Januar 1945
Am 15. Januar 1945 erlebte Ingolstadt den ersten größeren Luftangriff auf das Stadtgebiet. Bereits in den frühen Morgenstunden wurde auf den Stützpunkten der in Südostengland stationierten 8th Air Force 640 Langstreckenbomber und 782 Jagdflugzeuge startklar gemacht. Der Tageseinsatz sah Luftangriffe auf Rangierbahnhöfe in Süddeutschland vor. Für das Angriffsziel Ingolstadt setzte die 1st Bombardment Division 111 Bomber der B-17 „Flying Fortress“ (Fliegende Festung) ein.
Um 11:55 Uhr gab die Luftwarnstelle für den Großraum Ingolstadt Fliegeralarm, der jedoch wegen einer Vielzahl vorhergehender Falschalarme von der Bevölkerung weitgehend ignoriert wurde.
Die äußerst schlechten Sichtverhältnisse im Donauraum beeinflussten die geplanten Bombardierungen der süddeutschen Rangierbahnhöfe entscheidend, weshalb vor Ort Ausweichziele gewählt werden mussten. In Ingolstadt sollte dies die Munitionsanstalt (Muna) bei Desching (heutiger Standort der Esso-Raffinerie) sein. Der Leitbomber (Pfadfinder) hatte über der dichten Wolkendecke die Zielmarkierungsbombe („Christbaum“) nach dem H2S-Navigationsradar gesetzt, worauf nur wenige Sekunden später die erste Welle mit dem Abwurf von 480 Sprengbomben und 330 Brandbomben begann. Der Umstand, dass die Markierungsbombe um nur wenige Sekundenbruchteile zu früh gesetzt wurde, hatte für das Dorf Feldkirchen verheerende Folgen. Der größte Teil der Bombenlast fiel auf den alten Ortskern in der Umgebung des Marienplatzes, wobei 70 % der Gebäude als Totalschäden verzeichnet werden mussten. Infolge dieses Angriffes auf Feldkirchen fanden 22 Menschen den Tod. Das eigentliche Ziel, die Heeres-Munitionsanstalt Ingolstadt bei Desching – etwa 2 km weiter nördlich – wurde verfehlt. Die zweite Welle warf anschließend 1278 Splitterbomben über dem südlichen Teil der Stadt, zwischen Haunwöhr und dem Hochwasserdamm, sowie auf unbebautes Gebiet bei der Gaststätte „Bonschab“ ab. Eine weitere Welle traf die Gegend am Nordbahnhof, Ober- und Unterhaunstadt, wobei auch die Flugblattzeitung „Nachrichten für die Truppe“, Ausgabe vom 12. Januar 1945 abgeworfen wurde.
Der Abschlussbericht des örtlichen Luftschutzleiters verzeichnete 28 Tote und 29 Verwundete im Stadtgebiet, sowie 22 Tote und 7 Schwerverletzte in Feldkirchen. Am darauf folgenden Freitag, den 19. Januar, fand am Vormittag unter großer Anteilnahme der Bevölkerung die Totenfeier für die ersten Ingolstädter Luftkriegsopfer statt. Vor der Aussegnungshalle des städtischen Friedhofes waren die mit Hakenkreuzfahnen bedeckten Särge aufgebahrt. Die NSDAP inszenierte diese Trauerfeier mit großem propagandistischem Aufwand nach einem festen Ritual und Vertreter der Partei, des Staates, der Wehrmacht, der Stadt und sogar eine zufällig in Ingolstadt verweilende ungarische Abordnung säumten zusammen mit den Angehörigen den Platz vor der Aussegnungshalle.
Hasserfüllte Ansprachen der Ingolstädter NS-Größen gegen die „angloamerikanischen Mordflieger“ und Treuebekenntnisse zu „Führer, Volk und Vaterland“ sollten den Hinterbliebenen Trost und Beistand vermitteln. Unter Begleitung von leisen Trommelwirbeln erfolgte die Namensverlesung der Ingolstädter Opfer. Nach den zahlreichen Kranzniederlegungen schloss der Trauerakt mit dem Absingen von NS-Liedern.

## 1. März 1945
Für Donnerstag, den 1. März 1945, hatte die 8th Air Force eigentlich strategische Angriffe auf Flugplätze der gefährlichen neuen Messerschmitt Me 262-Abfangjäger geplant. Da die Meteorologen jedoch schlechtes Wetter ankündigten, mussten die geplanten Angriffsziele abgeändert werden. 253 Consolidated B-24 „Liberator“-Bomber der 2nd Air Division in Ostengland erhielten als Hauptangriffsziel die Ingolstädter Bahnhofsanlagen mit dem Reichsbahnausbesserungswerk (RAW).
Um 12:56 Uhr gab die Luftschutzwarnstelle für den Raum Ingolstadt den 183. Fliegeralarm. Um auch bei völlig geschlossener Wolkendecke die geplanten Ziele zu finden, setzten die Navigatoren des Bomberverbands ihre H2X-Radargeräte ein. Die dicht geschlossene Formation der viermotorigen B-24 flog aus Westen den Ingolstädter Hauptbahnhof an. Er war unverteidigt, da die Ingolstädter Flak-Kräfte bereits seit 1944 in besonders gefährdete „Luftschutzorte 1. Ordnung“ wie München, Nürnberg oder Augsburg verlegt worden waren. In der Zeit von 13:31 Uhr bis 13:35 Uhr lösten die Bomber über den Wolken aus einer Höhe von etwa 5500 Metern in drei kurz aufeinander folgenden Wellen 603,3 Tonnen Spreng- und Brandbomben aus. Zudem kam eine größere Anzahl von Flugblättern, gefälschten Lebensmittelkarten (Reisefleischmarken) und auf roten Karton geklebte Brandstiftungsmittel (Sabotagemittel) zum Abwurf. Der Großangriff erfolgte in einer Ausdehnung von etwa 14 km entlang der Bahnlinie ab Reichertshofen bis Oberhaunstadt, wobei sich der Angriffsschwerpunkt auf das nördliche Altstadtgebiet konzentrierte.
Große Teile der Altstadt lagen in Trümmern. Die Rettungskräfte Ingolstadts hatten völlig neue und ungewohnte Aufgaben zu bewältigen. An insgesamt 32 Schadensstellen waren Verschüttete zu bergen. Neben zahlreichen Wohnhäusern war das Kulturbauamt im 1593 erbauten Ballhaus am Paradeplatz total zerstört.
Aus den Trümmern des stark zerstörten städtischen Krankenhaus an der Sebastianstraße mussten unter schwierigsten Bedingungen über 100 Personen, meist Schwerkranke und Verwundete, geborgen werden. Der Luftschutzbunker an der Rechbergstraße, ein unterirdischer Verbindungsgang zwischen dem Kavalier Elbracht und der Fronte Rechberg, hatte einen Volltreffer erhalten.
Lösch- und Bergungsarbeiten dauerten noch die ganze Nacht hindurch an. Dabei mussten von den Sicherheitskräften einsturzgefährdete Gebäude gesichert, Möbel aus beschädigten Häusern geborgen, Straßen von Trümmern befreit sowie Blindgängerfundorte markiert und abgesperrt werden.
Der von den United States Air Forces als S. A. 3306 registrierte Angriff auf Ingolstadt forderte 197 Tote und 107 Verwundete. An Gebäuden registrierte man im gesamten Stadtgebiet 147 Totalschäden und über 200 mittlere bis schwere Schäden.
Chef des Stabes der an diesem Angriff auf Ingolstadt beteiligten 2nd Combat Bombardment Wing war der bekannte amerikanische Schauspieler James Stewart. Am darauf folgenden Tag war im Reichssender München die lapidare Mitteilung des Wehrmachtberichts zu hören: „Nordamerikanische Bomberverbände zerstörten bei ihren gestrigen Terrorangriffen in Süd-, Südwest- und Südost Deutschland wieder vorwiegend Wohnstätten der Bevölkerung. Schwere Schäden entstanden vor allem in den Stadtgebieten von Ulm, Ingolstadt und Reutlingen“.

## 4. März 1945
Aufgrund der schlechten Witterungsverhältnisse konnte auch am 4. März 1945 der Plan, deutsche Fliegerhorste oder Industrieanlagen zu bombardieren, nicht realisiert werden. Daher änderte die 8th Air Force den geplanten Einsatz auf Ausweichziele im Raum Ingolstadt ab. Um 9:44 Uhr verkündete die Luftschutzwarnstelle für das Ingolstädter Gebiet zunächst „Kleinalarm“ und bereits eine Minute später den 184. Fliegeralarm seit Kriegsausbruch. Gegen 10:12 Uhr flogen 69 B-17 „Flying Fortress“ aus westlicher und südöstlicher Richtung das Stadtgebiet an. Im Bereich der Altstadt war die Sicht an jenem Tag zwar gut, doch in Donaunähe wurde es sehr dunstig und bewölkt, deshalb war ein Angriff nach Sicht auch nur bedingt möglich. Ohne Radar warf dann die erste Welle um 10:13 Uhr an der Stadtgrenze bei Kothau, die zweite Welle um 10:14 Uhr beim Luitpoldpark, die dritte Welle um 10:17 Uhr entlang der Neuburger Bahnlinie, die vierte Welle um 10:24 Uhr an der Stadtgrenze bei Haunwöhr und schließlich die fünfte Welle um 10:25 Uhr bei Friedrichshofen eine Bombenlast von insgesamt 175,5 Tonnen ab. Der Schwerpunkt des Angriffes lag auf der Bahnlinie Ingolstadt-Neuburg.
Weshalb gerade Haunwöhr diesem massiven Angriff ausgesetzt war, dokumentiert die US-Zielkarte „Ingolstadt # 4416“ vom 4. März 1945. Auf dem Aufklärungsfoto mit den Bahnhofsanlagen waren die Eisenbahnlinien falsch ausgewiesen. So ist die Donauwörther Strecke im Foto als zweigleisige Hauptstrecke nach Eichstätt bezeichnet. Die eigentliche Eichstätter Linie dagegen weist die Zielkarte als Nebenstrecke nach Riedenburg aus.

## 5. April 1945

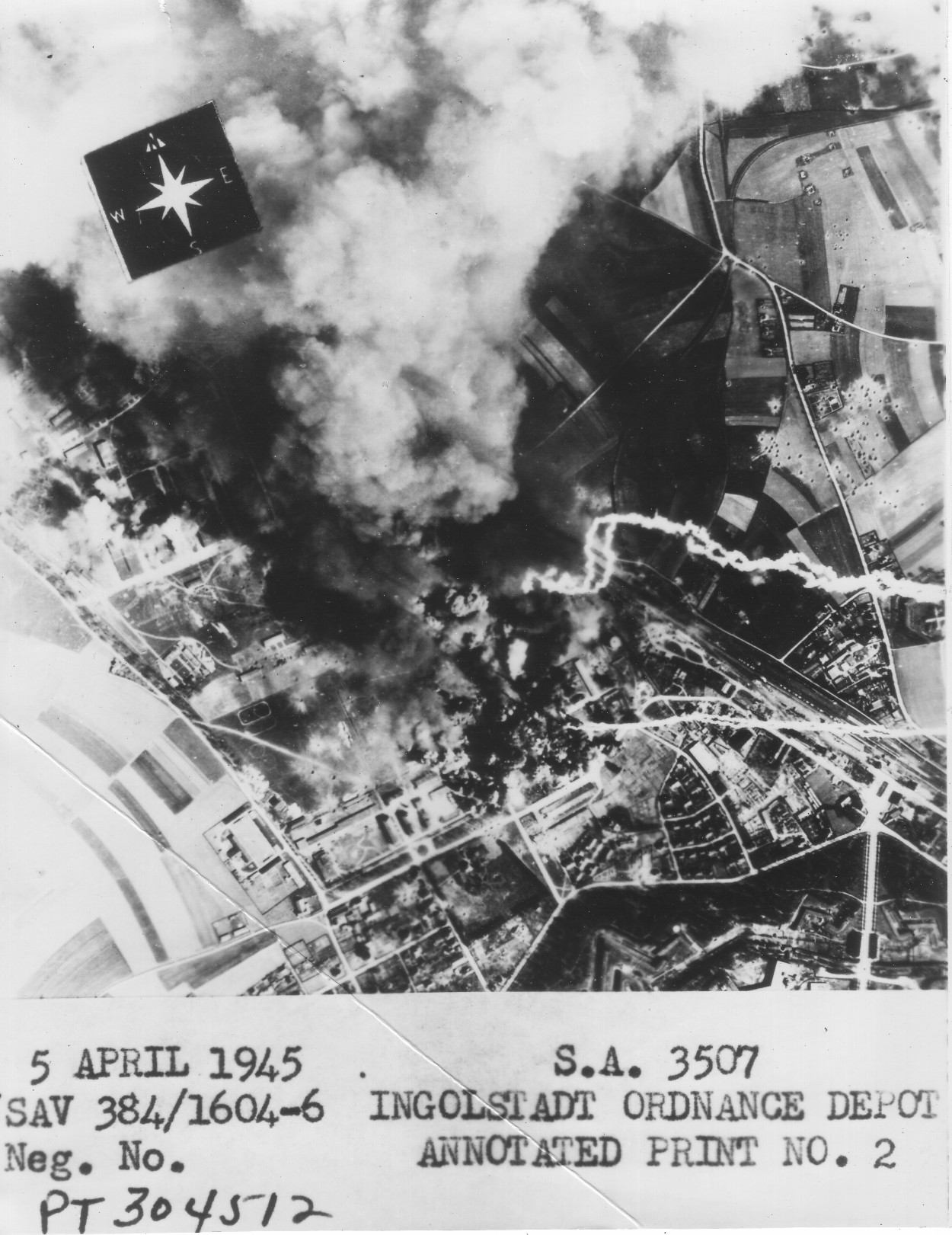
Während der Angriffe am 5. April 1945 dokumentierte eine US-Abwurfkamera den Verlauf der Bombenabwürfe mit 20 Luftaufnahmen. Dies ist ein Zielfoto der 8th Air Force während der Bombenabwürfe auf den Ingolstädter Exerzierplatz (heute AUDI-Werksgelände).

Die 8th Air Force sah im Tagesbefehl Nr. 928 für den 5. April 1945 strategische Bombardements militärischer Einrichtungen in Süddeutschland vor. Zur empfindlichen Störung der deutschen Kriegslogistik sollten insgesamt 1358 Langstreckenbomber und 662 Jagdflugzeuge eingesetzt werden. Das Heereszeugamt in Ingolstadt, eines der umfangreichsten Wehrmachtsmagazine im Wehrkreis VII (Südbayern), war der 1st Air Division zugewiesen, die mit 211 B-17 „Flying Fortress“-Bombern und 201 P-51 „Mustang“-Jägern als Begleitschutz angriff.
Der Zielanflug auf Ingolstadt erfolgte an diesem sonnigen und wolkenlosen Tag nach Sicht, jedoch mit zusätzlicher Radarnavigation. Um 11:11 Uhr war der Bomberverband nahe Ingolstadt und drei Minuten später fielen in drei Wellen über dem Exerzierplatz zwischen der Ringler- und Ettingerstraße die Bomben, insgesamt 1575 Sprengbomben mit einer Gesamtlast von 621,4 Tonnen sowie zahlreiche Flugblätter mit den Hinweisen „Zwei Lehren - eine Entscheidung“ und „Ich kann den Weltkrieg nicht beenden“.
Vor allem der nördliche Bereich des Zielgebiets glich einer einzigen Kraterlandschaft. Von den ausgedehnten Anlagen und Hallengebäuden des Heereszeugamtes an der Ringlerstraße sowie dem angrenzenden Exerzierplatz waren etwa 70 % vernichtet. Ein Volltreffer zerstörte einen der drei neuen Kasernenblöcke der Max-Emanuel-Kaserne an der Hindenburgstraße vollständig. Auch die angrenzende Wohnbebauung war in Mitleidenschaft gezogen. Zwischen Ettinger Straße und Spreti-Straße entstanden 19 Wohnhaustotalschäden sowie 31 schwere Gebäudeschäden. Es gab 52 Tote – allein in der Umgebung des Exerzierplatzes 39 Zivilpersonen –, außerdem 56 Schwerverletzte und 170 Obdachlose.

## 9. April 1945
Offiziell war für den 9. April 1945 kein alliierter Luftangriff auf Ingolstadt geplant und dennoch war dieser Tag zweifelsohne der schicksalhafteste Tag in der Stadtgeschichte von Ingolstadt.
Am Nachmittag überflogen zunächst dicht geschlossene Bomberformationen das Stadtgebiet, um Einsätze auf den Neuburger Fliegerhorst, das WIFO-Tanklager bei Unterhausen und den Flughafen München-Riem zu fliegen. Dort war der deutsche Jagdverband 44 unter Generalleutnant Adolf Galland mit den aus damaliger Sicht flugtechnisch hochmodernen Me-262 Strahlflugzeugen stationiert und auf diesen Fliegerhorst war der Angriff eines Verbandes aus 212 B-17-Bombern gerichtet. Beim Rückflug zu ihren südenglischen Standorten führte die Flugroute dieser 212 „Fliegenden Festungen“ in einer Höhe von etwa 7000 Metern abermals über Ingolstadt. Ein um 17:09 Uhr ausgelöster Fliegeralarm veranlasste die wenigen Passanten in der Stadt fluchtartig den nächstgelegenen Luftschutzkeller aufzusuchen. Nachdem der feindliche Bomberverband den Stadtbereich nahezu überflogen hatte, scherten um 17:15 Uhr plötzlich zehn B-17-Bomber aus der Formation aus und flogen in einer Kehrtwende zurück. Aus einer Höhe von etwa 2500 Metern setzte eines dieser Flugzeuge über dem Altstadtgebiet ein Rauchmarkierungszeichen. Die übrigen aus südwestlicher Richtung einfliegenden neun Bomber lösten daraufhin in nur einer Minute, von 17:17 Uhr bis 17:18 Uhr völlig planlos ihre verhältnismäßig geringe Restlast von nur 29 Tonnen Spreng- und Brandbomben aus.
Weite Gebiete mit Schwerpunkt um den „Adolf-Hitler-Platz“, wie der Rathausplatz damals hieß, verwandelte dieser Luftangriff in eine Trümmerlandschaft. Mehrere Volltreffer auf die im Jahre 1736 von Johann Michael Fischer erbaute Augustinerkirche mit dem angrenzenden Franziskanerkloster an der Schutterstraße waren besonders schwerwiegend. Im Keller dieser Rokokokirche fanden 73 Schutzsuchende, überwiegend Flüchtlinge aus Pommern, den Tod. Nur eine junge Frau, die erst nach zehn Stunden aus dem zerborstenen Klosterkeller geborgen werden konnte, überlebte.
Ähnlich schwerwiegend war die Zerstörung des Hl.-Geist-Spitals, denn da kaum ein Heimbewohner den Schutzraum aufgesucht hatte, harrten diese während des Bombardements überwiegend in ihren Zimmern oder im Treppenhaus aus. Von den knapp 100 betagten Menschen kamen bei diesem Bombenangriff 16 Personen um. Weitere Sprengkörper zerstörten das ehemalige Gouvernementsgebäude mit dem historischen Salzstadel, das Stadttheater am Rathausplatz, das neue städtische Verwaltungsgebäude an der Schäffbräustraße, die neu erbaute Donauhalle an der Tränktorstraße, das Roli-Kino, sowie zahlreiche Wohn- und Geschäftshäuser im Bereich des Rathausplatzes, Donaustraße, Münzbergstraße und Schäffbräustraße.
Etwa 100 Personen trugen bei Verschüttungen schwere Verletzungen davon und mehr als 1000 Bürger waren infolge der enormen Gebäudeschäden obdachlos geworden. Der Alarmzustand endete an diesem Tag um 19:42 Uhr mit der „Entwarnung“.
Dass jener Angriff auf Ingolstadt nicht geplant war, ist aus den Unterlagen der United States Army Air Forces ersichtlich und erst mehrere Tage später stellte das Oberkommando fest, dass für diesen planlosen Angriff die 390th Bombardment Group der 13th Combat Bombardment Wing verantwortlich war. Der Grund liegt darin, dass Flugzeuge, die beim Rückflug noch Restbombenladungen an Bord führten, sich ihres Ballastes zu entledigen hatten, da andernfalls infolge des höheren Treibstoffverbrauches eine Rückkehr zum Stützpunkt fraglich gewesen wäre.
Für die 8th Air Force war dieser Montag ein ebenso verlustreicher Tag. Nachdem die Flugzeuge der 3rd Air Division wieder auf ihren englischen Fliegerhorsten landeten, fehlten sechs B-17-Bomber und 42 waren beschädigt. Zudem waren 56 Besatzungsmitglieder vermisst und 2 Mann wurden als gefallen gemeldet.

## 10. April 1945
Acht Jagdbomber vom Typ P-47 „Thunderbolt“ attackierten am 10. April 1945 mit ihren Bordwaffen weite Gebiete um Ingolstadt. Aus Richtung Neuburg kommend nahmen diese um 13:36 Uhr im Sturzflug einen am Güterbahnhof abgestellten vollbeladenen Munitionszug unter Beschuss. Infolge dieses Angriffes explodierten 4 Waggons, was an den Bahnanlagen schwerste Schäden verursachte und 4 Menschenleben und mehr als 70 Verletzte forderte.

## 11. April 1945

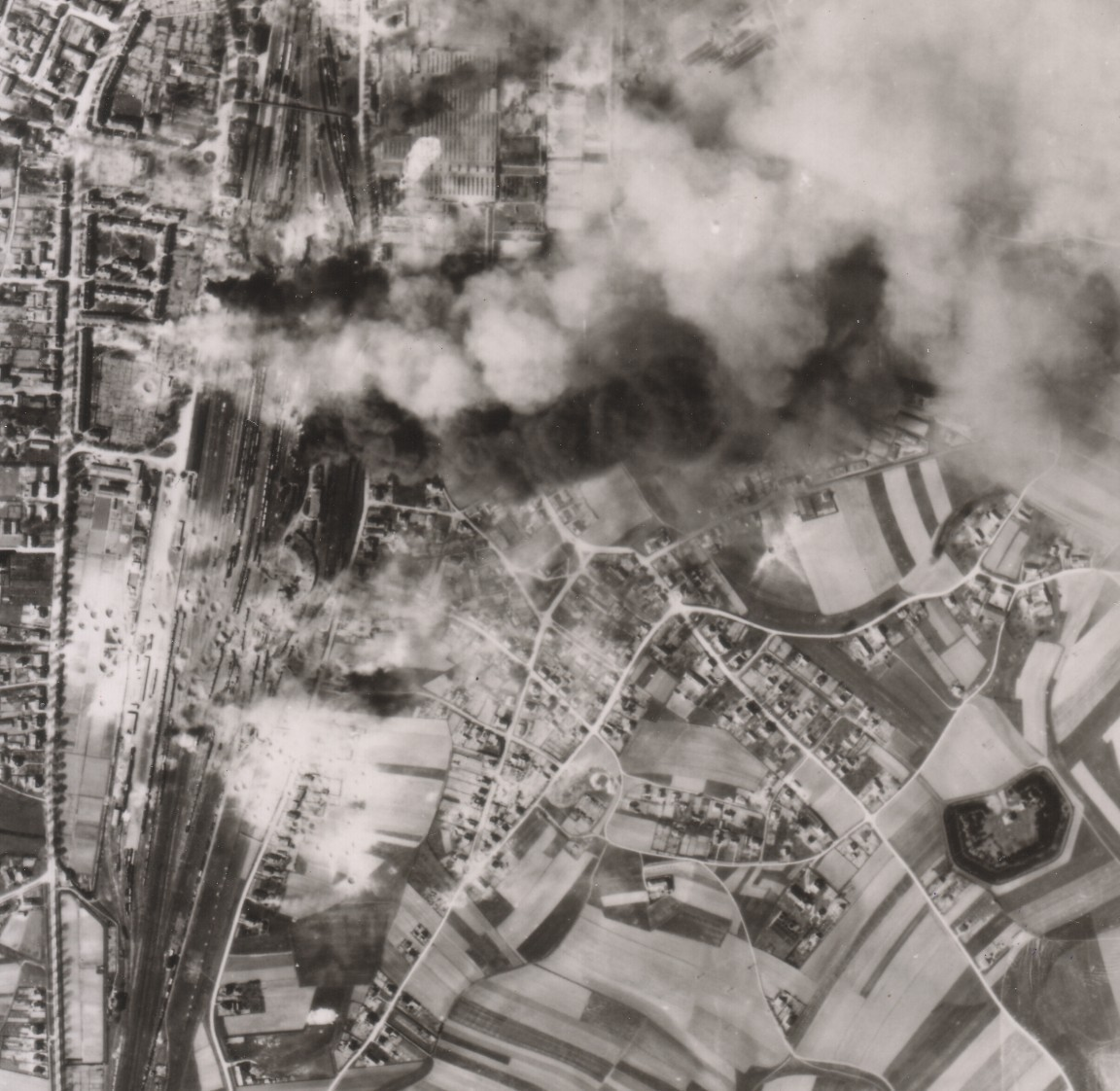
US-Aufkläreraufnahme der Bahnanlagen mit dem brennenden Munitionszug im Hauptbahnhof am 11. April 1945

Für den nächsten Tag hatten insgesamt 1303 Bomber mit 913 Jagdflugzeugen die Order, süddeutsche Versorgungs- und Munitionsdepots, sowie Rangierbahnhöfe und Fliegerhorste anzugreifen. Der Einsatz # 941 sah am 11. April 1945 für die 3rd Air Division als Hauptangriffsziel den Rangierbahnhof Ingolstadt, sowie den Fliegerhorst Manching vor. Bei wolkenlosem Himmel fanden die Bomber ihre Ziele aus 6000 Metern Höhe nach Sicht. Der Bomberverband flog aus Donauwörth kommend in einer Stärke von 21 Wellen mit je zehn B-17 „Flying Fortress“ in den Ingolstädter Luftraum ein. 13 Wellen des 4th Combat Bombardment Wing griffen zunächst in der Zeit von 12:42 bis 13:05 Uhr den Manchinger Fliegerhorst an. Diese Attacke, bei der 369 Tonnen Spreng-, Brand- und Splitterbomben zum Abwurf kamen, zerstörte weite Teile der Fliegerhorstanlagen einschließlich der Start- und Landebahn und den zahlreich wegen Treibstoffmangels abgestellten Flugzeugen der deutschen Luftwaffe.
Unmittelbar nach jenem Angriffsbeginn ertönte in Ingolstadt um 12:53 Uhr das Sirenenwarnsignal, doch genau zu diesem Zeitpunkt hatte die Spitze des B-17-Bomberverbandes das Zielgebiet um den Ingolstädter Hauptbahnhof bereits erreicht. In acht Wellen legten die fünf Gruppen mit einem Bombenhagel von insgesamt 237 Tonnen Spreng- und Brandbomben die Bahnhofsgegend in Schutt und Asche. Bei diesem bis 13:41 Uhr andauernden Angriff wurden – neben zahlreichen Wohnhäusern in Ringsee und an der Münchner Straße – unter anderem die Volksschule St. Anton, die Schulbaracke an der Tillystraße, sowie das Verwaltungsgebäude der Bayerischen Versicherungskammer total zerstört. Infolge eines Volltreffers stürzte der auf einem mangelhaften Fundament gebaute Turm der St. Anton Kirche um und durch nachfolgend abgeworfene Brandbomben wurde der Rest der schwer beschädigten Kirche ein Raub der Flammen.
An der Laderampe der Güterabfertigung befand sich immer noch der vom Vortag beschädigte Munitionszug. Beim erneuten Angriff auf die Bahnanlagen wurde dieser Munitionszug abermals schwer getroffen, worauf nun Stunde um Stunde ein Waggon nach dem anderen zu explodieren begann. Die Schäden an den Gleisen hatten den Durchgangsverkehr vollständig unterbrochen und erlaubten auch keinen Abzug des Zuges aus dem Gefahrenbereich. Weil sich zudem noch das Gerücht verbreitet, die Ladung des Zuges bestünde aus „V-2 Waffen“, brach eine Massenpanik aus, bei der Tausende von Frauen, Kindern und Greisen im Schutze der Dunkelheit mit dem nötigsten Handgepäck auf freie Felder, Kiesgruben oder in die Auwälder abseits der Stadt strömten. Da die Detonationen des allmählich ausbrennenden Zuges die ganze Nacht hindurch andauerten, vermuteten viele der zurückgebliebenen Bewohner einen Nachtangriff und verbrachten trotz der „Entwarnung“ um 20:57 Uhr die Nacht über in den Kellern.
Eine vorläufige Schadensübersicht war erst am übernächsten Tag möglich und es wurde festgestellt, dass in dieser Nacht im Bahnhofsgebiet 18 Menschen und in Ringsee/Kothau 17 Menschen den Tod fanden. Nach Schätzungen des Polizeireviers Süd, waren infolge der Vielzahl an Wohnhaustotalschäden etwa 300 bis 400 Personen obdachlos geworden.

## 16. und 20. April 1945

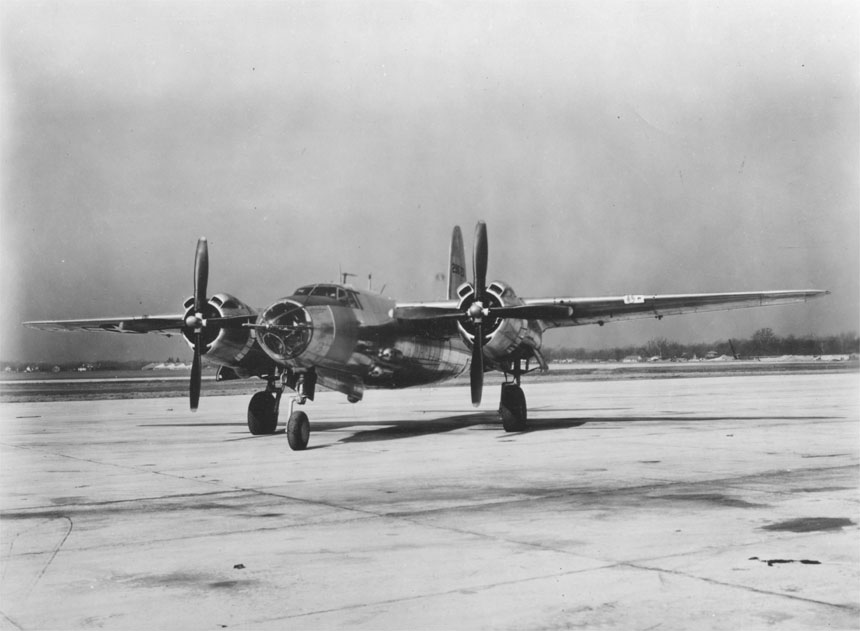
Eine Martin B-26 „Marauder“

Am 16. April 1945 fand ein eher beiläufiger Luftangriff auf Ingolstadt statt. Gegen 14:10 Uhr meldeten die Luftschutzsirenen „Fliegeralarm“ und eine Stunde später überflogen etwa 400 viermotorige Bomber aus östlicher Richtung kommend die Stadt. Ohne eine Zielmarkierungsbombe zu setzen, warfen zwei Flugzeuge aus diesem zurückfliegenden US-Bombergeschwader wahllos insgesamt acht Sprengbomben zu je 500 Pfund am östlichen und westlichen Stadtrand ab. Außer leichten Sachschäden wurden einige Grabstätten des städtischen Westfriedhofs getroffen, wobei mehrere bestattete Leichen aus ihren Gräbern geschleudert wurden.
Wie den Eintragungen des Luftschutztagebuches zu entnehmen ist, nahm in den darauf folgenden Tagen die Dauer und die Häufigkeit der Tagesalarme merklich zu. Das Stadtgebiet befand sich fast ständig in Alarmzustand, nur die Alarmstufen waren unterschiedlich.
Der 20. April 1945 brachte ein deutliches Näherrücken der Hauptkampflinie an Ingolstadt, denn die 7. US-Armee nahm an diesem Tag Nürnberg ein.
In breiter Front überflogen gegen 14:00 Uhr etwa 80 Martin B-26 „Marauder“ der 9th Air Force das Stadtgebiet und setzten bei Unterhaunstadt zum Angriff auf die Munitionsanstalt bei Desching an. Im Sturzflug wurden die Bomben gelöst und wichtige Anlagen auf dem Gelände der Muna getroffen. Die letzte Welle versetzte der Hauptmunitionskammer einen Volltreffer und löste eine Kettenreaktion aus. Dabei entstand eine gewaltige Explosion, deren Rauchpilz den ganzen Nachmittag über mehrere Kilometer hinweg sichtbar war. Trotz der schwerwiegenden Zerstörungen forderte dieser Angriff keine Todesopfer in der Muna. Auf einem angrenzenden Feld verloren dagegen zwei landwirtschaftliche Zwangsarbeiter ihr Leben.

## 21. April 1945
Bereits während der Nacht fertigten vier B-17-Bomber über Regensburg und Ingolstadt Aufkläreraufnahmen, warfen gleichzeitig deutschsprachige Flugblätter mit der aktuellen Nachricht: „Nürnberg hat kapituliert“ ab und bei Tageslicht folgte der schwerste Luftangriff auf die Stadt.
Die Alliierten sahen für diesen Tag die Zerstörung der letzten noch intakten Fliegerhorste und Eisenbahnanlagen vor. Aus diesem Grunde sollte die 3rd Air Division ursprünglich den Fliegerhorst in Landsberg am Lech bombardieren. Infolge der dortigen schlechten Wetterlage entschieden sich die Angreifer jedoch für Ingolstadt als Ausweichziel. Über dem Stadtgebiet herrschten gute Sichtverhältnisse, in den Außenbezirken dagegen war es, wie im gesamten südlichen Donauraum, extrem dunstig. Nachdem im Raum Aichach etwa 50 feindliche Flugzeuge gesichtet worden waren, meldete um 10:10 Uhr die Luftschutzwarnstelle für Ingolstadt „akute Luftgefahr“.

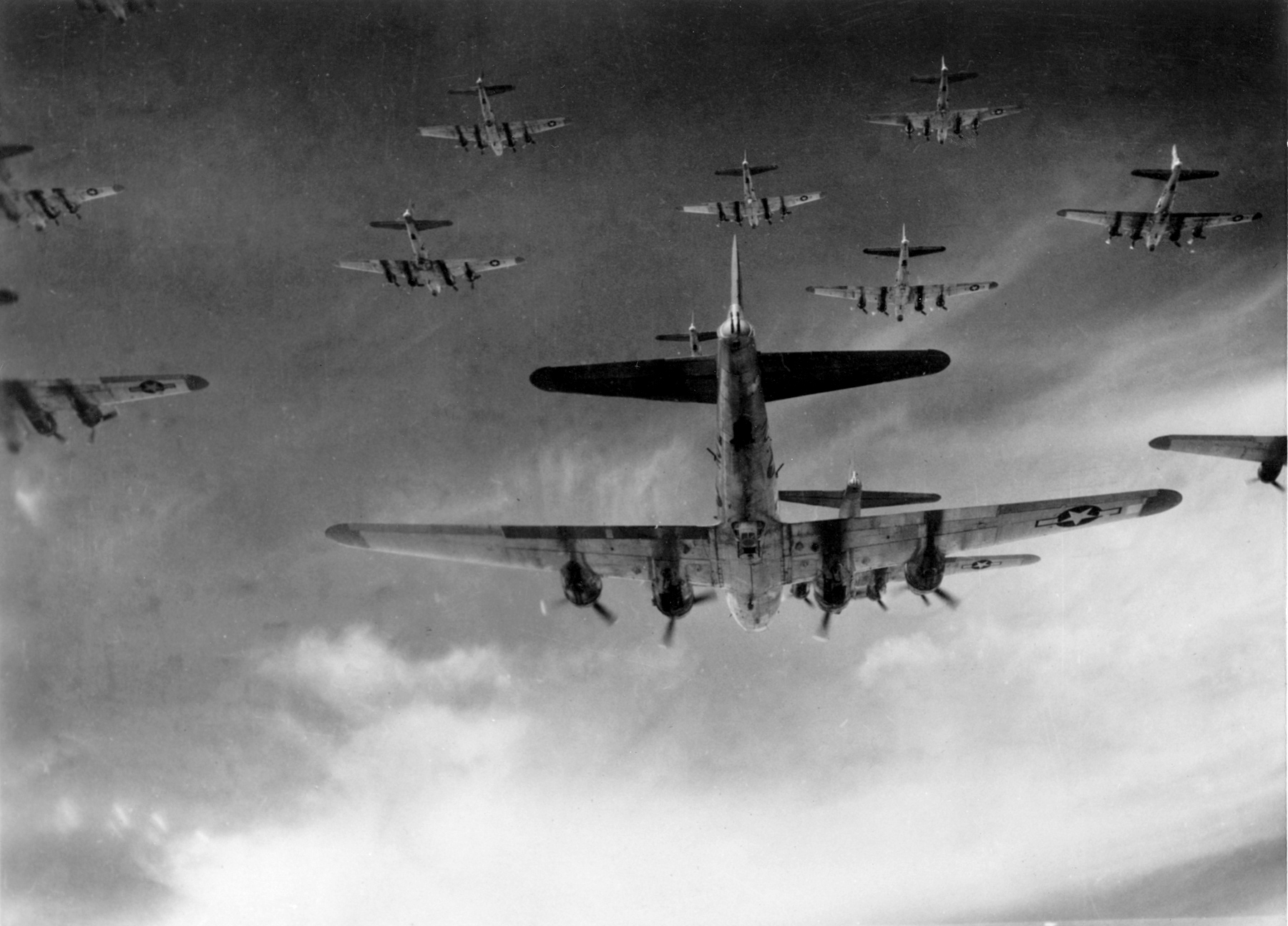
Ein US-Bombergeschwader aus B-17-Bombern über Deutschland

Noch ohne anzugreifen überflog um 11:30 Uhr zunächst ein Verband von etwa 30 Bombern die Stadt. Um 11:41 Uhr erreichte dann die Spitze von 212 B-17-Bombern mit 144 P-51 Jägern als Begleitschutz aus südwestlicher Richtung kommend das Stadtgebiet. Bemerkenswert war die breit gefächerte Bombenladung aus insgesamt 348 Stck. 500 Pfund und 35 Stck. 300 Pfund schwere Sprengbomben, sowie 1682 Stck. Brandbomben von je 250 Pfund, 2423 Stck. 120 Pfund und 1178 Stck. 100 Pfund Gewicht. Das 4th Combat Bombardment Wing griff dann in fünf Wellen das Ingolstädter Stadtgebiet und die Gegend am Hauptbahnhof an.
Die ersten drei Wellen dieses Angriffs legten über dem Altstadtgebiet einen für US-Luftangriffe charakteristischen „Bombenteppich“. Dabei entstanden auf beiden Seiten der Ludwigstraße an zahlreichen Wohn- und Geschäftshäusern, darunter auch am ehemaligen Landratsamt, schwerste Schäden. Das Zollamtsgebäude in der Mauthstraße und das Rathaus mussten mittlere Brandschäden hinnehmen. Vom Holzmarkt bis zum nordöstlichen Stadtrand wurden ebenfalls schwere Gebäudeschäden verzeichnet. Zudem zerstörten die Bomben die Klinik an der Östlichen Ringstraße. Aus diesem Grunde konnte in der Folgezeit die medizinische Versorgung nur noch notdürftig aufrechterhalten werden.
Der Angriff der 4. und 5. Welle galt den Bahnanlagen des Hauptbahnhofes, wobei in den umliegenden Wohngebieten an der Münchener Straße, sowie an der Martin-Hemm-Straße gewaltige Bombenschäden zu verzeichnen waren. Aus einer Höhe von etwa 4000 Metern warfen die US-Flugzeuge eine Gesamtbombenlast von 519 Tonnen über Ingolstadt ab. Zudem richteten die als Begleitschutz eingesetzten Jagdflugzeuge mit ihrem pausenlosen Bordwaffenbeschuss weitere Schäden an.
Im Stadtgebiet von Ingolstadt forderte dieser Angriff 104 Menschenleben, in Ringsee/Kothau mussten 41 Todesopfer verzeichnet werden. Im Stadtgebiet wurden 123 Wohnhäuser total zerstört und 131 Gebäude wiesen schwerste Spreng- und Brandbombenschäden auf. Damit wurden durch diesen Angriff etwa 2000 Personen obdachlos.
Beim Rückflug dieser Bomberflotte stürzte eine B-17 infolge eines Flakbeschusses ab, wobei acht Besatzungsmitglieder ums Leben kamen. Eine weitere B-17 galt als vermisst und ein US-Bomber erreichte den britischen Stützpunkt nur schwer beschädigt.

## 22. bis 25. April 1945
Der Luftangriff vom 21. April 1945 war der letzte dieser Art und Ingolstadt eine zerstörte Stadt. Infolge der geborstenen Versorgungsleitungen gab es weder Wasser noch Gas oder Strom. Der damals wichtigste Verkehrsweg, die Eisenbahn, war vollständig unterbrochen. Die Vielzahl der ausgebombten Bürger, die sich auf die Suche nach einer neuen Bleibe zu Verwandten oder Bekannten in die umliegenden Dörfer begaben, mussten diesen Weg mit ihren letzten Habseligkeiten zu Fuß oder bestenfalls mit dem Fahrrad antreten. Sogar die mittlerweile im Kriegsalltag vertraute Großsirenenanlage war durch eine Sprengbombe außer Betrieb gesetzt.
Dennoch flogen in den Folgetagen US-Jagdbomber im Tiefflug mit ihren Bordwaffen Attacken gegen Ingolstadt. Kaum jemand wagte sich noch auf die Straßen und wer es doch tat, der bezahlte diesen Leichtsinn möglicherweise mit seinem Leben. In den letzten vier Tagen wurden nicht weniger als 28 Todesopfer durch Tieffliegerbeschuss verzeichnet. Aber auch von der Gegenseite, den US-Jagdbomberpiloten, forderte dieser Krieg im Angriffsgebiet über Ingolstadt mehrfach seinen Tribut. So traf am 25. April bei einem Tieffliegerangriff auf das Bahnhofsgebiet die im Bahnhof stationierte Eisenbahnflak eine P-47 „Thunderbolt“ aus der 396. US-Jagdfliegerstaffel an der Tragfläche. Die Maschine geriet daraufhin ins Schlingern, verlor an Höhe und stürzte schließlich am Brückenkopf beim Reduit Tilly ab. Der 21-jährige Pilot kam dabei ums Leben.

## Kapitulation
Nach der Kapitulation Nürnbergs am 20. April rollte die amerikanische Offensive weiter auf Regensburg und Passau. Andere US-Truppen näherten sich aus dem württembergisch-fränkischen Raum kommend Ingolstadt. Seit dem 17. April rückte die 38. SS-Grenadier-Division „Nibelungen“ zur Donau vor. Am 17. April erklärte Heinz Greiner, der kommandierende General im Wehrkreis, den Fluss zur Hauptkampflinie (HKL) und kündigte an, die Stadt unter allen Umständen halten zu wollen. Darunter wurde im großspurigen Propagandajargon der Zeit eine „Verteidigung bis zur letzten Patrone“ verstanden.
Die von der NS-Gauleitung herangezogenen Volkssturm- und OT-Männer sowie 500 Hitlerjungen standen unter dem Befehl des örtlichen Kampfkommandanten Major Paul Weinzierl. Ein Kampf um Ingolstadt mit fatalen Folgen drohte. Dass es nicht so weit kam, war dem überlegten Handeln Weinzierls zu verdanken. Er beorderte seine Truppe mit Scheinaufträgen nach Süden in die Umgebung von Hohenkammer.
In der Nacht vom 20. auf den 21. April kursierten erstmals Falschmeldungen über die Annäherung feindlicher Panzer. Militär, NS-Funktionären und der Bevölkerung standen ungewisse Tage bevor: wird die Stadt verteidigt, kommt es zu einem Häuserkampf?
Am Vormittag des 24. April kamen Soldaten der 352. Volksgrenadier-Division, die zuvor westlich von Eichstätt in heftige Abwehrkämpfe verwickelt waren, nach Ingolstadt. Zur gleichen Zeit hatte die 86. US-Infanteriedivision mit dem 342. und 343. US-Infanterie-Regiment an verschiedenen Stellen die Altmühl überquert. Da die Ingolstädter Großsirenenanlage beim letzten Luftangriff vom 21. April zerstört worden war, verkündete die Glocke des Münsters „Panzeralarm“. Der größte Teil der Bevölkerung begab sich daraufhin in die Luftschutzkeller und verbrachte dort in ständiger Unklarheit die letzten Kriegstage.
Auf einen Befehl des Generalkommandos hin sprengten abziehende SS-Truppen am frühen Morgen des 26. April die Donaubrücken in Ingolstadt. Von 1:00 bis 4:58 Uhr sanken die Autobahnbrücke, die Eisenbahnbrücke und die Donaustraßenbrücke in den Strom. Am Vormittag des 26. April setzten sich dann die "Volksgrenadiere" in Richtung Süden ab, worauf es im gesamten Stadtgebiet halbwegs „friedlich“ geworden war.
Gegen Mittag hatte die US Army die Stadt vom Westen her umfasst und die Donau erreicht. Der deutsche Stab beobachtete von der Brückenkopfkaserne den Aufmarsch der Amerikaner am nördlichen Donauufer, zu Kampfhandlungen kam es jedoch nicht mehr. Dann setzten amerikanische Jagdbomber im Tiefflug längs des Südufers mehrmals zum Angriff an. Am nördlichen Mauerwerk des Reduit Tilly sind noch heute durch diesen Tieffliegerbeschuss verursachte Beschädigungen an der Fassade sichtbar. Nebelgranaten der Artillerie ermöglichten schließlich um 19:20 Uhr den ungehinderten Flussübergang von Soldaten dreier Kompanien der 86. US-Division in Sturmbooten. Um 23:00 Uhr schlug ein weiteres Bataillon der 86. US-Division flussabwärts, zwischen der gesprengten Straßen- und Eisenbahnbrücke eine Spurtafelbrücke über die Donau. Noch in der Nacht gelang daraufhin ein Übersetzen weiterer Truppen mit schwerem Gerät.
Erst jetzt bemerkten die Amerikaner, dass sich im Brückenkopf noch zahlreiche deutsche Soldaten befanden. Die Amerikaner setzten zum Angriff an und drohten, den gesamten Brückenkopf durch Artillerie und Bomben zu zerstören. Vor dem Tor forderte anschließend ein US-Parlamentär mit weißer Fahne binnen 20 Minuten die Kapitulation der gesamten Kommandostelle Süd. Da der Kampfkommandant infolge eines Schwächeanfalls nicht mehr handlungsfähig war, wurde der nächst ranghöchste Offizier mit der Stadtübergabe beauftragt. Am Vormittag des 27. April 1945 versammelte sich die komplette Brückenkopfbesatzung mit weißer Fahne vor der Pionierkaserne am Brückenkopf und rückte am nächsten Tag in ein Kriegsgefangenenlager ab.
Die 86. "Black Hawk" Infanteriedivision konnte noch am gleichen Tag bis Manching vordringen. Ein weiterer Donauübergang im Raum zwischen Donauwörth bis Vohburg war damit geglückt, der Weg ins Alpenvorland und nach München offen. Am 8. Mai 1945 gab die Schlagzeile der Army-Zeitung „Stars and Stripes“ bekannt: „Nazi-Deutschland hat bedingungslos kapituliert“.
Wie groß die Gefahr an diesem Tag für die Stadt bei dem nur geringsten Widerstand gewesen wäre, bestätigen Aussagen von amerikanischen Einsatzkräften. In der Tat ist in den Tagebüchern des 342. US-Infanterie Regiments für den 26. April um 6 Uhr ein Luftangriff auf Ingolstadt avisiert, der jedoch um 09:30 Uhr wieder abgesagt wurde.